# Cranichis revoluta
Cranichis revoluta är en orkidéart som beskrevs av Fritz Hamer och Leslie Andrew Garay. Cranichis revoluta ingår i släktet Cranichis, och familjen orkidéer.
Artens utbredningsområde är Nicaragua. Inga underarter finns listade i Catalogue of Life.